# 沈逸
沈逸（1976年11月6日—），男，汉族，上海人，中国共产党党员，1995年-2005年就读于复旦大学国际政治系，2005年博士毕业，留校任复旦大学国际政治系教授至今。

## 经历
1995年-2005年就读于复旦大学国际政治系，2005年毕业于复旦大学国际关系与公共事务学院国际政治系，获法学博士学位。
2004年6-12月，赴香港大学历史系美国研究中心访问交流。2008年8月-2009年9月，以复旦大学“青年骨干教师培训”项目公派赴美国乔治城大学外交学院。
2018年7月，沈逸前往美国开会，在入住当天便遭到FBI探员询问，一方面对其所研究领域的进行问询，另一方面则是针对是否有窃取情报嫌疑的调查。而沈逸在返回中国后就收到美国国土安全部发来的电子邮件表示“电子签证状态改变”，又过几日美国驻上海总领事馆便召回他的护照，撤销了他的美国十年签证。沈逸认为：“美国的这一系列举动确实超出预期。我们能感受到他的焦虑和不自信、周遭氛围有所变化，但没有料到变化会如此之快、影响会如此之大。”

## 爭議

### 微博言論與胡錫進之爭
2021年，中國長安網官方微博在5月1日上載一張題為「中國點火VS印度點火」的圖片，圖中对比中國發射天宫空间站和身著防護服的印度人執行集体火葬的畫面，被認為是在諷刺印度在新冠疫情中抗疫不力，該微博隨後被主動刪除。而沈逸評論道「這圖挺好的。別誤會，人道主義，命運共同體都是要的，同樣的，印度這種妖豔賤貨做派引起的脾氣也是要有的。至於聖母婊，要刷情懷就請去印度燒柴。」引發巨大爭議，事件引起批評，包括《環球時報》總編輯胡錫進認為這種評論的態度對於外宣極為不利，使得兩派同屬民族主義的粉絲在網上互扣帽子。作家余杰認為從沈逸的所作所為可以看出，他只是披著大學教授外皮的政治間諜，其在所指導的外交與國際關係方面，沒有對此人文學問的尊重。

### 关于俄军屠杀乌克兰民众事件
在2022年，俄罗斯入侵乌克兰后占领了基辅州城镇布恰。2022年3月底，布查被烏克蘭軍隊收復，俄军制造的布恰大屠殺被揭露。沈逸在微博被网友问到：「沈老师怎么看基辅旁边出现好多平民尸体了，感觉舆论反俄会有一大波」， 沈逸认为因战争初期乌克兰政府曾组织民众自卫，所以俄军屠杀乌克兰民众的行为合理：
乌克兰不是发枪了么？这波操作之后，乌克兰全员都可以看成美国抓進关塔那摩的平民战斗员：第一，不是平民，是战斗员；第二，不是军人，不享受日内瓦公约权利体系保护。~美国已经有示范了，乌克兰怎么跳，也跳不出这个框。
他的說法雖與俄官方否認並表示「擺拍」的論點不一樣，不過也被指曲解並過度解釋了日内瓦公约中“战时全国总动员”的定義。

### 評論台灣民眾
2024年12月7日，沈逸在「觀學院直播廳」與台灣評論員王炳忠開展對話。沈逸說，不需要為台灣民眾考慮太多，「因為你不了解他，沒法了解他，並非不知道他在看些什麼，而是沒法有這個思路」。他並引用聲稱是蔡正元早前說過的話表示，大陸只做過半殖民地，無法理解台灣做過殖民地的思路，香港的狀況就跟台灣一樣，有共同點。沈逸指出，「殖民地的特點是什麼呢？你揍他一頓就對了，不用想太多，因為他只要不想死，自己就會想通。」他並稱，台灣民眾很擅長（見風轉舵），因為不擅長的都死了，已經被淘汰過了。

## 人物评价
端传媒认为，观察者网自2016年开始重点推出沈逸，开始炒作他对美国政治的时评分析，显然是为了他的眼球效应，而非因为他的学术能力。沈逸素来在社交网络上出言不逊，善于调动情绪，虽然他作为专家学者不具有高超的水平，但作为流量明星，却可以迅速吸引大量看客，并由此为平台赚取流量和营收。